# 카넬라 (칠레)
카넬라(스페인어: Canela)는 칠레 코킴보 주 초아파 현의 코무나이다.